# عادل عكله
عادل عكلة هو مطرب عراقي لمع فترة أواخر الثمانينات وبداية التسعينات وهو من مواليد بغداد عام 1962 وترجع أصوله إلى محافظة البصرة في جنوب العراق واسمه الكامل عادل عكله عبد عيادة، ويعد أول من أدخل الآلات الموسيقية الحديثة إلى الغناء العراقي، وهو من محدثي الأغنية العراقية من حيث النمط والأسلوب.

## حياته
عشق الغناء والموسيقى منذ صغره وكان متأثراً جداً بالفنان العراقي الكبير الهام المدفعي وبطريقة توزيعه للاغاني التراثيه كما تاثر بعمالقة الغناء العراقي امثال ناظم الغزالي وزكية جورج وصديقة الملاية وزهور حسين، وكان يحلم دائماً بأن يكون له شان في الغناء والموسيقى ودفع به هذا الحلم إلى الالتحاق بمعهد الفنون الجميلة ليتخرج منه بعد بضعة سنوات متخصصا بالة البيانو والاورج في الوقت الذي كانت فيه الات الاورج آله حديثه وغير معترف بها من كبار الموسيقيين والملحنين في العراق كونها تعد آله غربيه ولاتحمل سمات التخت الشرقي. وكان أول عمل يقوم به الفنان عادل عكله هو إصدار البوم يحتوي على اغاني تراثيه بتوزيع جديد، حيث تضمن الالبوم العديد من الاغاني مثل أغنية فرح ويا كمر دزلي خبر من كلمات حكمت البيداري وكانت من أولى أغنياته الخاصة ويصبرني، لوادري، هذا الحلو كاتلني ياعمة، ناذر إذا رديتي، علميني شلون أنسى. وحضيت اغنيت يصبرني بنجاح واسع حيث باتت تردد في المقاهي والسيارات دون أن يعلم الناس من هو المطرب.
ومع بداية العام 1989 اصدر الفنان عادل عكله البوم غناءي حمل عنوان (لاتعتذر) الذي لاقا نجاحا كبيرا بين الاوساط العراقية، حيث استطاع عادل عكله ابتراع نمطا جديدا في الغناء العراقي من حيث التوزيع الغناءي وبمصاحبة الات الموسيقية الحديثة مثل الاورج والإيقاع الكهربائي.
وباتت تردد اغانيه في الاعراس والاعياد والمناسبات وكانت من المع تلك الاغاني (لاتعتذر لا، قول لاتبخل عليه، موبيدي، دوس على قلبك، اقول الويل).
وعلى الرغم من الانتقادات والاتهامات التي ظلت تلاحق عادل عكله حيث اتهم بتشويه الموروث الغناءي العراقي، وإلى تقديمه للاغاني السريعة الهابطه إلى ان هذه الانتقادات لم تقف عقبه في طريق عادل الذي كان يقدم الاغاني بلون شبابي خفيف الظل، بل أيضا قام بتقديم اغاني هادئة (سلو) ذات الإيقاع البطيء والتي لاقت نجاحا واسعا أيضا مثل (يا مسافر، اياروحي، ليش، مانسيتك، بعد هيهات) وتعامل الفنان عادل عكله مع العديد من الشعراء والملحنين الشباب لعل من ابرزهم إسماعيل الفروه جي الذي قدم له عددا كبيرا من الاغاني التي لاقت نجاحا جماهيريا كبيرا منها (لوتجين، غريبه جيتك، شدعوه عمي، تعبت هواي، لالاتخافين، خلف الله عليك وغيرها من الاغاني). كما تعامل مع كل من أنيس محمد، علي سرحان، صباح الخياط، اما من الشعراء فتعاون مع كل من (كاظم إسماعيل كاطع، حسن الخزاعي، حسين الكناني، كريم العراقي).
ويعد الفنان عادل عكله المطرب العربي الأول الذي كان يغني ويعزف آلة الاورج معا بمصاحبة أعضاء فرقته وهم غزوان القيسي وعلي الريحان على الإيقاع. كما عرف عادل ببراعة عزفه على تلك الاله التي تخصص فيها من معهد الفنون الجميلة، ويعد عكله واحدا من أهم العازفين في الوطن العربي، ولم يستطع أحد في العراق ان ينافسه على العزف على تلك الاله سوى زميله الفنان والموسيقار رائد جورج. وظهرت فيما بعد العديد من الفرق الموسيقية التي قلدت أسلوب الفنان عادل عكله.
ظلت شهرة عادل عكله لاتتجاوز حدود العراق على الرغم من احياءه العديد من الحفلات في الكويت وأمريكا قبل أحداث الخليج الأخيرة. حتى جاء العام 1993 وكان الفضل يعود لاغنية بس اريدك حيث كانت نقله نوعيه للفنان عادل عكله حيث دقت هذه الأغنية أبواب الشهرة عربيا. فبدأت اغانيه تاخذ مسارها عربيا. وبدأت الطلبات تنهال عليه لاحياء الحفلات الغناءيه. وكانت محطته العربية الأولى هي الأردن حيث قام باحياء العديد من الحفلات التي حضيت بإقبال جماهيري واسع ثم بعد ذلك جوله خليجيه شملت عددا من دول الخليج.كما قام بجوله اوربيه لاحياء عددا من الحفلات الغناءيه للجاليه العراقية. اما عن اخر الالبومات التي قام باصدارها حمل عنوان (احلى البنات) وضم مجموعه متنوعه من الاغاني مثل (قوارير العسل، بسك يازمن، ويلي. قولي ياحلو).
خرج عادل عكلة من العراق في بداية التسعينات من القرن الماضي بسبب المضايقات التي تعرض لها من قبل عدي صدام حسين نجل الرئيس العراقي السابق وادى ذلك الابتعاد عن الساحة العراقية مما فسح المجال لمطربين آخرين بأن يأخذوا مكانه بين الشباب العراقي بعد أن كانالمطرب رقم واحد خلال فترة أواخر الثمانينات ومطلع التسعينات في العراق.